# Voillecomte
Voillecomte település Franciaországban, Haute-Marne megyében. Lakosainak száma 515 fő (2022. január 1.). Voillecomte Frampas, Laneuville-à-Rémy, Louvemont, La Porte-du-Der és Wassy községekkel határos.

## Népesség
A település népessége az elmúlt években az alábbi módon változott:
| Lakosok száma | 430  | 396  | 479  | 469  | 512  | 527  | 532  | 516  | 515  | 515  |
|               | 1968 | 1982 | 1990 | 2006 | 2013 | 2015 | 2017 | 2019 | 2020 | 2022 |